# Palasport Mario Radi
Il palasport Mario Radi, precedentemente noto come palasport Ca' de' Somenzi, è il palazzetto dello sport di Cremona. Ospita le partite casalinghe delle seguenti squadre: Guerino Vanoli Basket dal 2001, Volleyball Casalmaggiore dal 2015, Juvi Cremona Basket dal 1980 al 2009 e dal 2018, Unione Sportiva Esperia dal 2006 al 2009 e dal 2022.
Realizzato nel 1980, fino alla stagione cestistica 2008/2009 aveva una capienza di 2918 posti, realizzati a seguito di un ampliamento avvenuto nel 1984. Dopo la promozione in serie A del Gruppo Triboldi Basket, è stato oggetto di un ulteriore ampliamento fino ai 3519 posti attuali.
A seguito della morte di Mario Radi, storico fondatore della Juvi Cremona Basket il palasport ha cambiato denominazione, chiamandosi "palasport Mario Radi" a partire dall'esordio casalingo della Vanoli Cremona in Serie A, avvenuto il 18 ottobre 2009 contro Cantù.